# Третя стать
Третя стать або третій гендер ― термін, який використовують для опису людей, які не ідентифікують себе ні як чоловік, ні як жінка, а також людей, які зараховують себе або зараховуються суспільством до іншого гендеру, не вкладається в двійкову систему розуміння статі. Під терміном «третій» як правило розуміється «інший», оскільки деякі антропологи і соціологи описують «четвертий», «п'ятий», і навіть «деякі» гендери.

## Третя стать в традиційних і сучасних культурах
Для різних культур або окремих осіб третя стать може розумітися по-різному, наприклад, як проміжний стан між чоловіком і жінкою, як стан буття («дух чоловіка в тілі жінки»), як стан заперечення обох статей, як здатність перетинати, перетікати або змінювати стать, як інша категорія, взагалі не залежить від категорій «чоловік» і «жінка».
Термін використовується для опису специфічних ідентичностей в ряді сучасних традиційних культур: Хіджра в Індії, Бангладеш та Пакистані, фаафафіне, факалеіті, маху, вакавахіне, акаваіне в Полінезії , катой в Таїланді, бердаші в культурі індіанців Північної Америки, Муксу в Мексиці , чібадос, ештайм, машога, мангаіко в Африці , клятвені діви в Албанії , Вірджинія в Чорногорії , феммініеллі в неаполітанської традиції Італії , бакла в Філіппінах, Варія, Бісс, калалаі, Калабан  в бугійскій культурі Сулавесі в Індонезії, Ханіт в Омані, сіпінікі в культурі інуїтів в Канаді та інших.
У сучасному західному суспільстві також розглядаються ряд трансгендерних і інтерсекс ідентичностей: гендерквір, шімейл, бігендер і т.д.

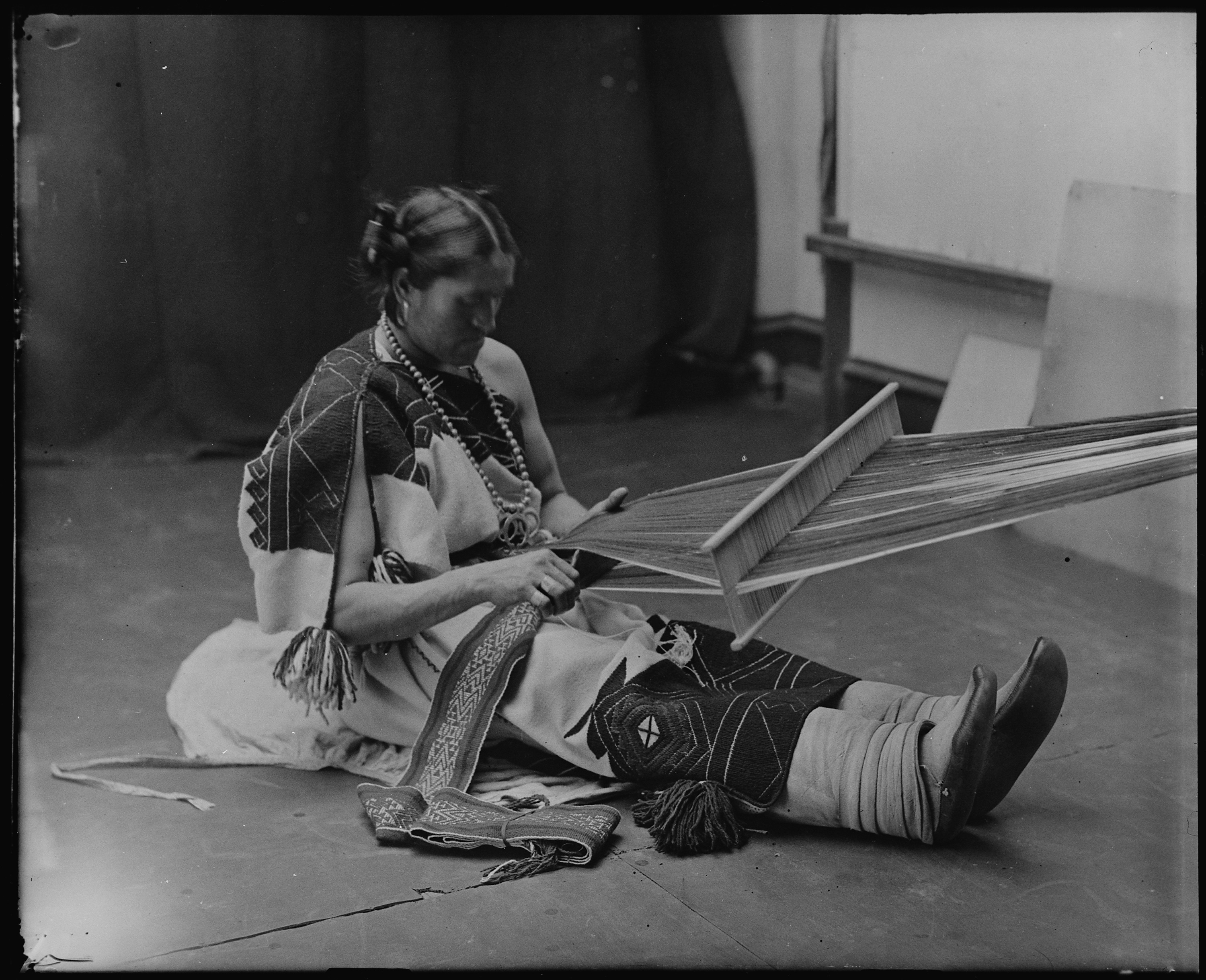
Бердаш з народу зуні

Люди третьої статі в культурі різних племен індіанців Північної Америки, які є представниками однієї біологічної статі, але які приймають гендерну ідентичність іншого, називаються бердашами (від фр. berdaches) або «людьми з двома душами» (англ. two-spirit або two spirit, від оджибве niizh manidoowag). Вважається, що феномен Бардаша часто зустрічався в Америці, і представлений в кожному великому племені від ірокезів на північному сході і вздовж усього східного узбережжя до племен піма, навахо, іллінойс, арапахо і мохаве на Великих рівнинах; в племенах яки і сапотеков в Мексиці, в декількох американських племенах і серед ескімосів Аляски. Дане явище як «третя стать» було задокументовано антропологами не менше ніж у 155 північноамериканських племен. Бердаші-чоловіки ― шановані в індіанських племенах люди, які часто ставали цілителями, правознавцями, радниками, знахарями, жерцями і чаклунами.
Поняття часткової і повної зміни статі широко були поширені у чукотських шаманів. «М'який чоловік» означав людину, перевтілену в істоту жіночої статі, а «чоловікоподібна жінка» - чоловічого. Подібні перетворення могли відбуватися у молодих шаманів в ранній юності і представляти із себе кілька стадій - від легкого наслідування і носіння одягу протилежної статі до повного перетворення, де юнак вже повністю втрачає звички і навички своєї статі, набуваючи жіночі звички і нахили. Вважалося, що «м'який чоловік», володіючи жіночими якостями, був вправний у всіх видах шаманства. Люди зміненої статі також зустрічалися у племен Північно-Східної Сибіру - камчадалів, коряків, нівхів, юкагирів, азійських ескімосів, ітельменів, алеутів, а також у жителів острова Кадьяк в Беринговому морі. Вони повинні були займатися жіночими роботами, їм заборонялося користуватися зброєю, полювати, входити в житло через чоловічий вхід.. Якути також використовували елементи жіночого одягу в шаманських практиках. Такі шамани носили жіноче плаття і по-жіночому заплітали своє довге волосся.
Геродот і Псевдо-Гіппократ розповідають про скіфських жерців - енареєм, що страждали «жіночою хворобою», - коли чоловіки ставали жіночними за характером, надягали жіночі сукні і виконували жіночі види робіт. Енареї вважалися найекзотичнішій корпорацією серед скіфського жрецтва і привертали до себе найбільшу увагу; вони були пов'язані з культом богині Афродіти ― Артімпаси. Саме слово «Енарей» фахівці з іранських мов пояснюють похідним від кореня «нар» («чоловік»): «Енарей» має означати "не-чоловік». Енареї перетворювалися на жінок і вели жіночий образ життя, мали спадковий дар. Їх ритуали рясніли екстатичними елементами, а «Учителем жіночої хвороби для інших скіфів» вважався Анахарсіс, що прославився своєю мудрістю, який сам став жінкоподібним в Елладі.

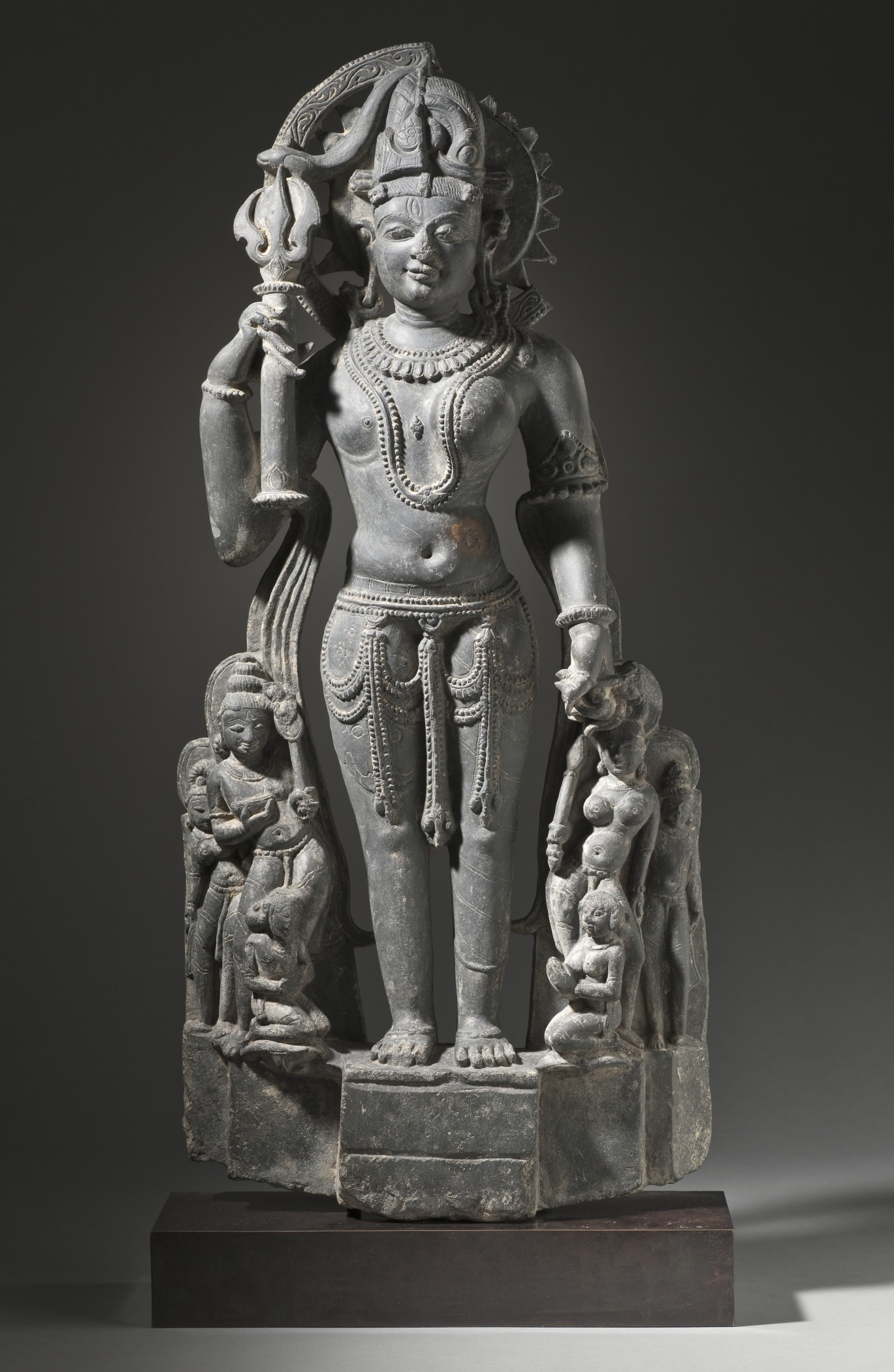
Ардханарішвара

У ведичній літературі Стародавньої Індії стать людини чітко розділена на три окремі категорії (prakriti): пумс-пракріті - чоловіча стать, стри-пракріті - жіноча стать і тритья-пракріті - третю стать. Найчисленнішими представниками третьої статі були люди з гомосексуальною орієнтацією, а також трансгендери, інтерсекс-люди і т. д. Категорію третьої статі відносили також до численної соціальної групи, відомої як «нейтральна стать», що має назву напумсака - ті, які не беруть участі в продовженні роду. Є п'ять різних типів людей напумсака: дотримуються целібату, діти, люди похилого віку, імпотенти, люди третьої статі.
Згадки про «третю стать» є в текстах індійських духовних традицій і вчень: індіузм (Нарада-смріті, Сушрута Самхіта, Ману-смріті, Камасутра, Яджнавалкья-смріті, Чарака-Самхита, Артхашастра, Магабхарата, Шветашватара-упанішада , Бхаґавата-Пурана, Бріхат-Джатака, Варахаміхіра, Дхарма-шастри і тд), джайнізм , буддизм . Веди, є священними писаннями індуїзму, стверджують, що всі три статі (чоловіча, жіноча і третя стать) визначаються вже в момент зачаття (Ману-смріті 3.49, 3.3.4; Сушрута Самхіта, Аштанга хрідая Самхита 2.5). У медичних текстах Аюрведа описані конкретні причини появи третьої статі (Сушрута-Самхіта 3.2.38, 42-43, Чарака-Самхіта 4.4.30-31).
В цілому, ведичні писання налічують понад 55 типів третьої статі - 8 типів напумса, 5 типів кліба, 20 типів шандха, 10 типів настрія, 14 типів панда і т. д. У Кама-шастрах (Камасутра 2.9.1) говориться, що люди третьої статі бувають двох видів, в залежності від свого чоловічого або жіночого зовнішнього вигляду. Гомосексуальні чоловіки  кліба (гей), а жінки - свайріні (лесбійка ). Кожна з цих вищевказаних груп поділяється на 2 категорії в залежності від схильності до чоловічої або жіночої поведінки - чоловічі та жіночі кліба; чоловічі та жіночі свайріні, а також на додаткові підкатегорії.
Шандха і шандхі відносяться до представників третьої статі і за сучасною гендерною класифікацією називаються трансгендерами . Шандха повністю не ототожнювали себе зі своїм біологічним гендером і ідентифікували себе як представники протилежної статі, зовні намагаючись бути схожим на них, прикриваючи свої фізичні статеві особливості. На відміну від кліба і свайріні, шандха не поділяли гомосексуальних стосунків. Напумса - люди, що народилися з частиною чоловічих і жіночих геніталій, відомі сьогодні як інтерсекс-люди. До цієї категорії також можуть належати будь-які представники третьої статі, які не можуть мати потомства. Камі - бісексуальні люди, здатні виробляти потомство і не володіють характером напумса (третьої статі і інших сексуально нейтральних людей).
Буддійський канон теж не передбачає наявність лише двох статей: чоловічого і жіночого, і вказує на інші види статей, такі як «чоловік як жінка» (вепурісіка), сексуально невизначені (самбхінна) і андрогіни (убхатовьянджанака) . У Віная-пітака ― першої з трьох частин Тапітаки, визначені чотири гендерних типи: чоловічий, жіночий, убхатобьянджанака і пандака. У палійскій літературі зазначено п'ять видів пандакі: асіттакапандака (asittakapandaka), уссуяпандака (ussuyapandaka), опаккамікапандака (opakkamikapandaka), паккхапандака (pakkhapandaka), напумсакапандака (napumsakapandaka).

## Юридичне визнання третьої статі
У ряді держав світу «третя стать» має офіційний статус:
- Австралія
- Австрія
- Аргентина
- Бангладеш
- Велика Британія
- Німеччина
- Данія
- Індія
- Канада
- Мальта
- Непал
- Нідерланди
- Нова Зеландія
- Пакистан
- США (11 штатів) [36][37]
- Таїланд